# Archieparchia Hajdúdorogu
Archieparchia Hajdúdorogu – greckokatolicka archidiecezja na Węgrzech. Od 1912 istniejąca jako diecezja (eparchia). 20 marca 2015 podniesiona do rangi archieparchii metropolitalnej. Aktualnym ordynariuszem jest od 2008 r. Fülöp Kocsis.

## Biskupi i arcybiskupi
- István Miklósy † (1913–1937)
- Miklós Dudás, OSBM † (1939–1972)
- Imre Timkó † (1975–1988)
- Szilárd Keresztes (1988–2007)
- Fülöp Kocsis, od 2008, od 20 marca 2015 jako arcybiskup

## Metropolici
- Fülöp Kocsis, od 2015